# Bikaviadal (Manet-kép)
A Bikaviadal Édouard Manet festménye, amely a chicagói Art Institute of Chicago gyűjteményének része.

## Keletkezése
Manet 1865 őszén mindössze tíznapos spanyolországi utat tett, de a látottak mély benyomást tettek rá. A barátjához, Charles Baudelaire-hez intézett levelében leírta, hogy milyen érzéseket váltott ki belőle a bikaviadal, amelyet Madridban látott. Ez volt az egyik legnagyszerűbb, legkülönösebb és legrémisztőbb látvány, amelyet láttam, írta. A művész a helyszínen vázlatokat készített, majd hazaérkezése után több olajfestményen dolgozta fel élményeit. Ezen a képén az igazság pillanatát örökítette meg, a bika és a matador egymással szemben áll. Utóbbi szúrásra nyújtja kardját, a háttérben egy felnyársalt ló fekszik az aréna homokjában.